# Бено Хайнрих Лудвиг Витцтум фон Екщедт
Бено Хайнрих Лудвиг Витцтум фон Екщедт (на немски: Benno Heinrich Ludwig Graf Vitzthum von Eckstädt; * 22 юни 1829 в Берлин; † 12 ноември 1908 във Вюрцбург) е граф от род Витцтум-Екщедт.
Той е големият син на гарде-артилерия-хауптман граф Лудвиг Ернст Витцтум фон Екщедт (1794 – 1833) и Мариана Луиза Флайшман (1796 – 1838). По-малкият му брат е юриста граф Ото Рудолф Витцтум фон Екщедт (1831 – 1906). Той е роднина на имперския канцлер (1900 – 1909) княз Бернхард Хайнрих фон Бюлов (1849 – 1929).

## Фамилия
Бено Хайнрих Лудвиг Витцтум фон Екщедт се жени за Адела фон Ковнака (* 18 декември 1821, Пониква, Броди; † 22 февруари 1911, Вилефранше). Те имат един син:
- Лудвиг Йозеф Бено Витцтум фон Екщедт (* 25 септември 1859, Алжир; † 28 януари 1917, Баден-Баден), женен I. за Ананина Флинш (* 26 август 1867, Нахрот, Вестфалия), II. на 26 юли 1898 г. в Карлсруе за Клара Дамерт (* 14 юни 1870, Карлсруе; † 18 април 1950, Шьонау); има общо два сина и четири дъщери